# Ulica Adama Mickiewicza w Tarnowskich Górach
Ulica Adama Mickiewicza w Tarnowskich Górach – jedna z głównych ulic miasta Tarnowskie Góry. Przebiega przez dzielnicę Śródmieście-Centrum i stanowi drogę powiatową klasy L nr 3298 S powiatu tarnogórskiego.
Ulica w swoim obecnym kształcie została wytyczona w latach 1913–1914 i nosiła wówczas nazwę Bismarckstraße. Powstała jako droga prowadząca do wybudowanych w tym okresie koszar; trzy, zachowane do dziś budynki powojskowe z lat 1914–1917 położone przy ulicy Mickiewicza 23, 25 i 27 ujęte są w gminnej ewidencji zabytków. W połowie lat 50. XX wieku w okolicy oddano do użytku Osiedle Mickiewicza. Ulicą kursują autobusy na zlecenie Zarządu Transportu Metropolitalnego.

## Przebieg
Ulica rozpoczyna swój przebieg od skrzyżowania z ulicą Powstańców Śląskich, która jest częścią drogi powiatowej nr 3299 S, a następnie biegnie w kierunku północnym. Krzyżuje się z ulicą Generała Józefa Bema (drogą gminną nr 270 010 S), ulicą Tadeusza Kościuszki (droga powiatową nr 3292 S) oraz ulicą Wojska Polskiego (drogą gminną nr 270 334 S), mija stadion klubu TS Gwarek Tarnowskie Góry, po czym kończy swój bieg na skrzyżowaniu z ulicą Bohaterów Monte Cassino, która jest fragmentem drogi powiatowej nr 3291 S. Na odcinku od skrzyżowania z ul. Gen. Bema do skrzyżowania z ul. Kościuszki ulica Mickiewicza jest drogą jednokierunkową, zaś od skrzyżowania z ul. Kościuszki aż do wysokości posesji nr 41 droga wykonana jest z kostki brukowej.

## Nazwa
Od swojego powstania aż do 1925 roku oraz w latach 1939–1945 ulica nosiła nazwę Bismarckstraße upamiętniającą pruskiego i niemieckiego polityka, kanclerza Rzeszy Ottona von Bismarcka. Po przyłączeniu miasta do II Rzeczypospolitej w 1922 roku, dopiero 25 maja 1925 urzędowo zmieniono niemieckie nazwy ulic i placów na polskie i ulicę nazwano imieniem Adama Mickiewicza. Nazwa ta obowiązywała do wybuchu II wojny światowej w 1939, kiedy to przywrócono nazwę niemieckojęzyczną. Ponownie imię Adama Mickiewicza ulica nosi od 1945 aż po dziś dzień.

## Historia

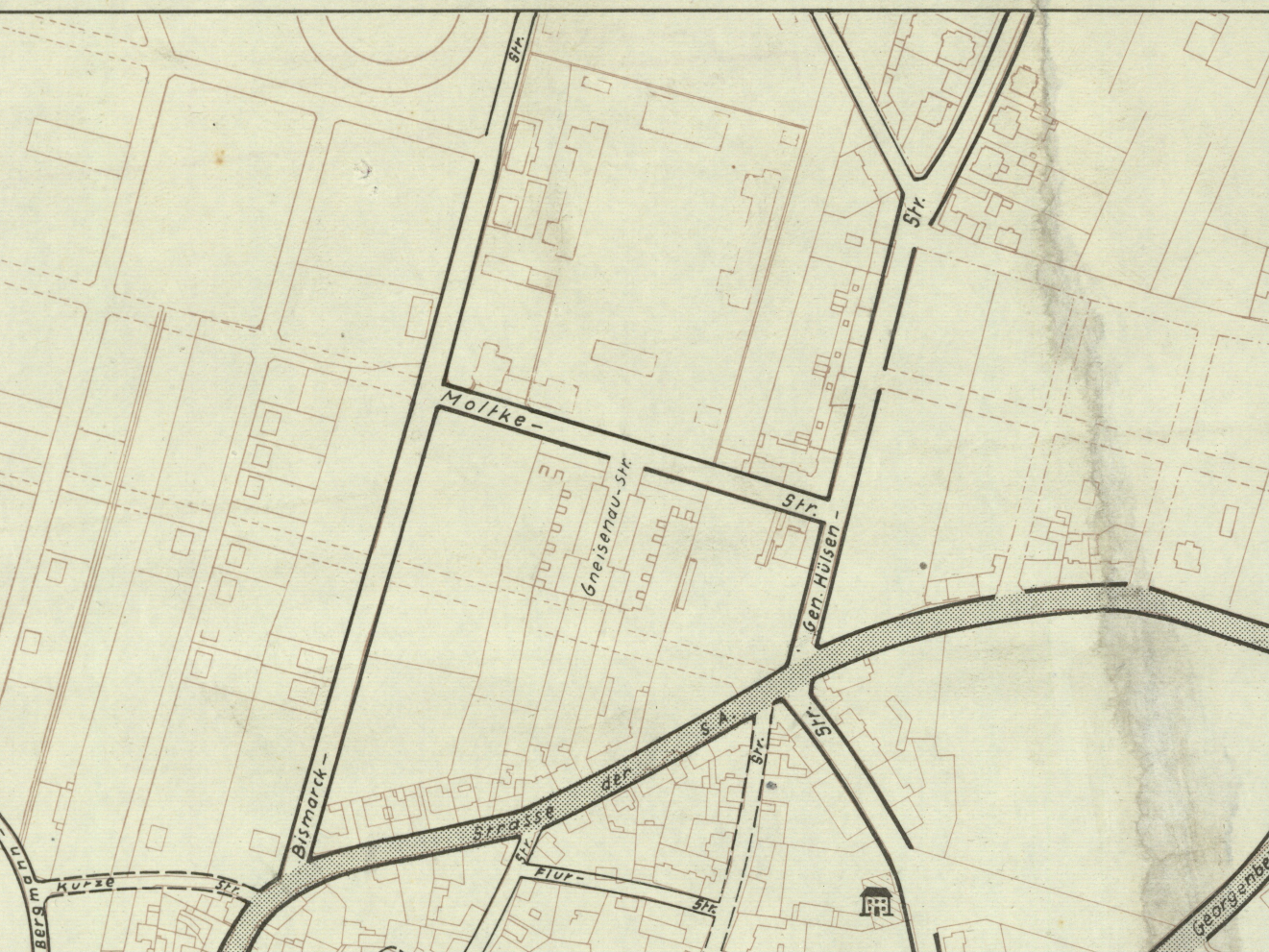
Fragment planu miasta Tarnowskie Góry (Tarnowitz) z 1942 roku z widoczną m.in. ul. Mickiewicza (Bismarck-Str.), ul. Powstańców Śląskich (Strasse der S.A.) czy ul. Kościuszki (Moltke-Str.)

Jedną z pierwszych map, na których pojawia się bezimienna ścieżka łącząca Tarnowskie Góry (niem. Tarnowitz) z wsią Sowice (Sowitz), biegnąca śladem współczesnej ul. Mickiewicza, jest mapa topograficzna Specialkarte der Oberschlesischen Bergreviere unter Angabe der Lage der verliehenen Bergwerke w skali 1:10 000 wydana w Berlinie w 1883 roku.
Ulica we współczesnym kształcie została wytyczona w latach 1913–1914 jako droga prowadząca do wybudowanych w tym samym okresie na ówczesnych obrzeżach miasta koszar przeznaczonych dla przenoszonego z Brzegu III Batalionu 156 Pułku Piechoty (3. Schlesisches Infanterie-Regiment Nr. 156). Koszary te tworzyły zwarty obszar ograniczony obecnymi ulicami: Mickiewicza od zachodu, Kościuszki od południa i Bohaterów Monte Cassino od północy, zaś od wschodu otaczały je budynki urzędnicze przy ulicy Sienkiewicza.
W latach 1945–1989 w budynku dawnego kasyna oficerskiego na roku ul. Kościuszki i Mickiewicza (administracyjnie ul. Kościuszki 9), a następnie w latach 1989–2010 w dawnym budynku sztabu 12 Pułku Kolejowego przy ul. Mickiewicza 27, mieściła się siedziba Wojskowej Komendy Uzupełnień.
W 1954 roku w kwartale ulic Kościuszki, Mickiewicza, Wojska Polskiego i Okrzei rozpoczęto budowę Osiedla Mickiewicza. Jest to typowe dla tego okresu zakładowe osiedle robotnicze (tzw. ZOR) o zubożonej architekturze socrealistycznej. Renowacja części tych budynków (obejmująca m.in. ich termomodernizację, jednak bez odtworzenia ozdobnych gzymsów i opasek otworów okiennych) została przeprowadzona w latach 2014–2015.
W 2004 część dawnych budynków wojskowych (w tym m.in. brama wjazdowa na teren koszar od strony ul. Kościuszki wraz ze schronem obserwacyjnym z lat 20. XX wieku) zostało wyburzonych pod budowę hipermarketu sieci Carrefour. Inwestycja została zakończona w 2006 roku. Do czasów współczesnych zachowały się budynki przy ul. Mickiewicza 23, 25 i 27 oraz budynek dawnego kasyna przy skrzyżowaniu ul. Mickiewicza z ul. Kościuszki.

## Budynki

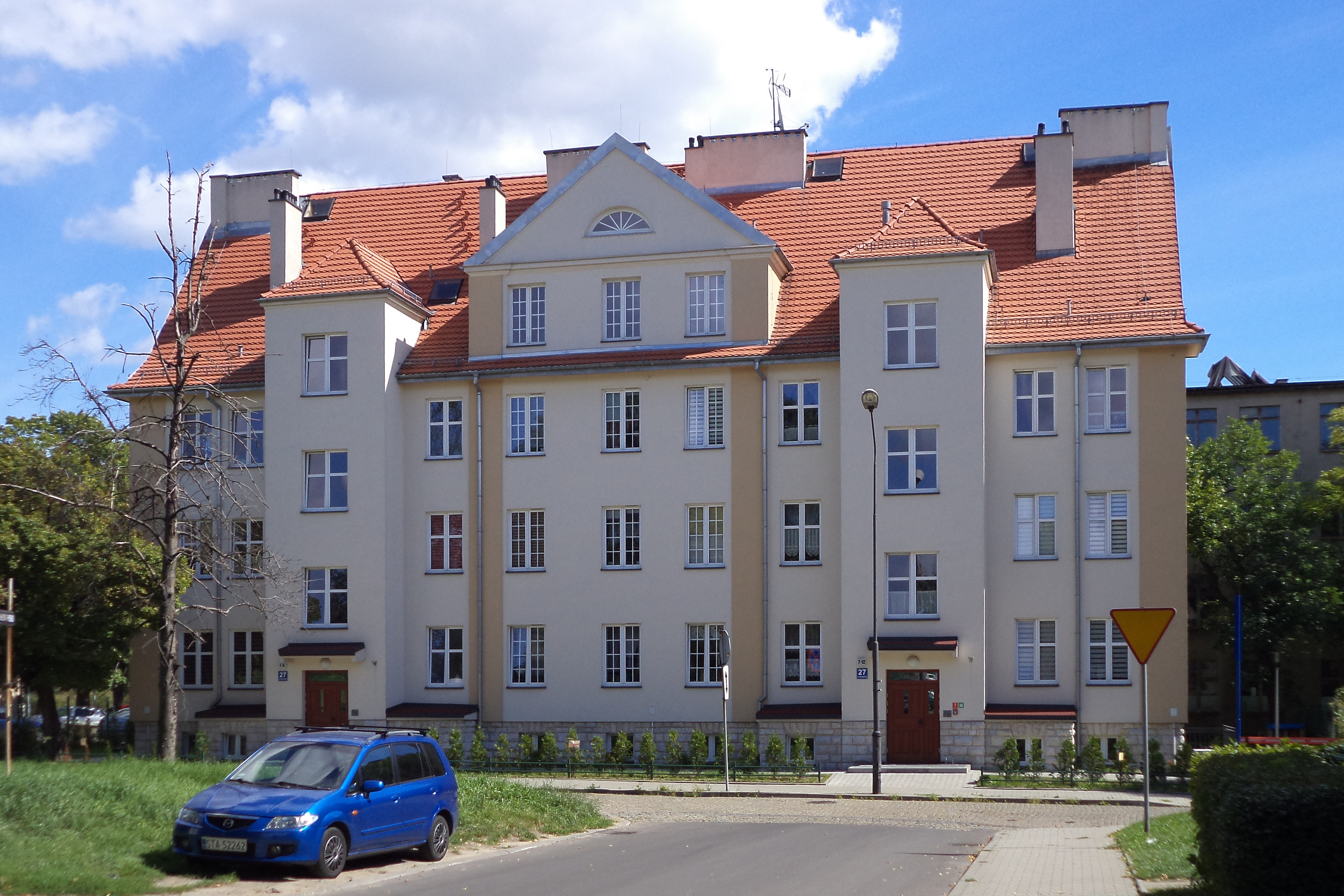
Wyremontowany w 2014 budynek powojskowy przy ul. Mickiewicza 27

Według stanu na koniec 2021 roku przy ul. Mickiewicza nie znajduje się żaden obiekt wpisany do rejestru zabytków. W latach 2010–2011 w rejestrze figurował budynek dawnego kasyna wojskowego z lat 1914–1917 znajdujący się przy skrzyżowaniu z ul. Kościuszki (oficjalny adres to ul. Kościuszki 9), będący przez pewien czas siedzibą WKU. Do rejestru wpisany został 22 czerwca 2010 (nr rej. A/230/10). Decyzja o wpisie została uchylona przez Ministra Kultury i Dziedzictwa Narodowego 26 maja 2011. Budynek ma trójkątne szczyty nadokienne, na osi środkowej występujące z łamanym dachem i kolumnowym portalem zwieńczonym półkolistym, łamanym szczytem.
Natomiast w Gminnej Ewidencji Zabytków Miasta Tarnowskie Góry wpisane są trzy budynki dawnego kompleksu koszar, pochodzące – podobnie jak budynek kasyna – z lat 1914–1917:
- budynek przy ul. Mickiewicza 23 – mieszczący współcześnie przychodnię LUXarMED[22],
- budynek przy ul. Mickiewicza 25,
- budynek przy ul. Mickiewicza 27 – modernistyczny z elementami klasycyzującymi, kilkukrotnie przebudowywany; w 2010 przejęty przez Wojskową Agencję Mieszkaniową. W 2014 miał miejsce gruntowny remont budynku, podczas którego przywrócono historyczne podziały okien i drzwi wejściowych, odtworzono kamienno-ceglany cokół oraz lizeny na elewacjach, część otworów okiennych powiększono. Zachowano kształt dachu z charakterystycznymi nadświetlami w kształcie półokrągłych lukarn. Wewnątrz utworzono 12 mieszkań, w tym 9 mieszkań dwupokojowych oraz 3 mieszkania trzypokojowe[12].

Zabytkami nie są natomiast inne budynki znajdujące się przy ul. Adama Mickiewicza, m.in.:
- przychodnia lekarska Bi-Med – ul. Mickiewicza 8[23],
- Przedszkole nr 11 – ul. Adama Mickiewicza 18 (róg Kościuszki)[24],
- opuszczony budynek tzw. „koszarowca” – ul. Mickiewicza 29[25][26],
- Wydział Geodezji Starostwa Powiatowego w Tarnowskich Górach – ul. Mickiewicza 41[27],
- salon mebli Bodzio – ul. Mickiewicza 43[28],
- część zabudowań kompleksu sportowego klubu TS Gwarek Tarnowskie Góry (w tym stadion) – ul. Wojska Polskiego 2[29].

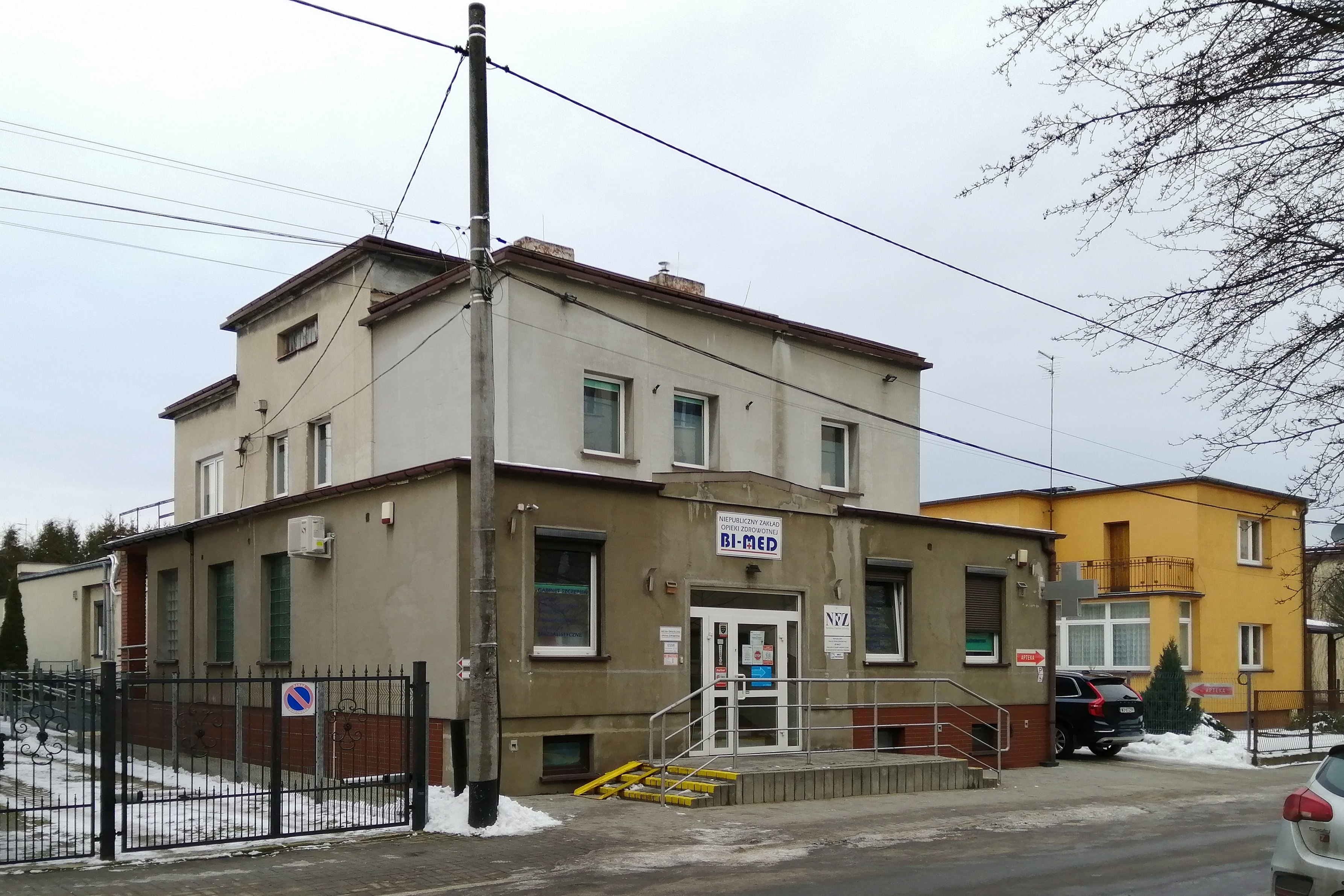
Budynek przychodni przy ul. Mickiewicza 8
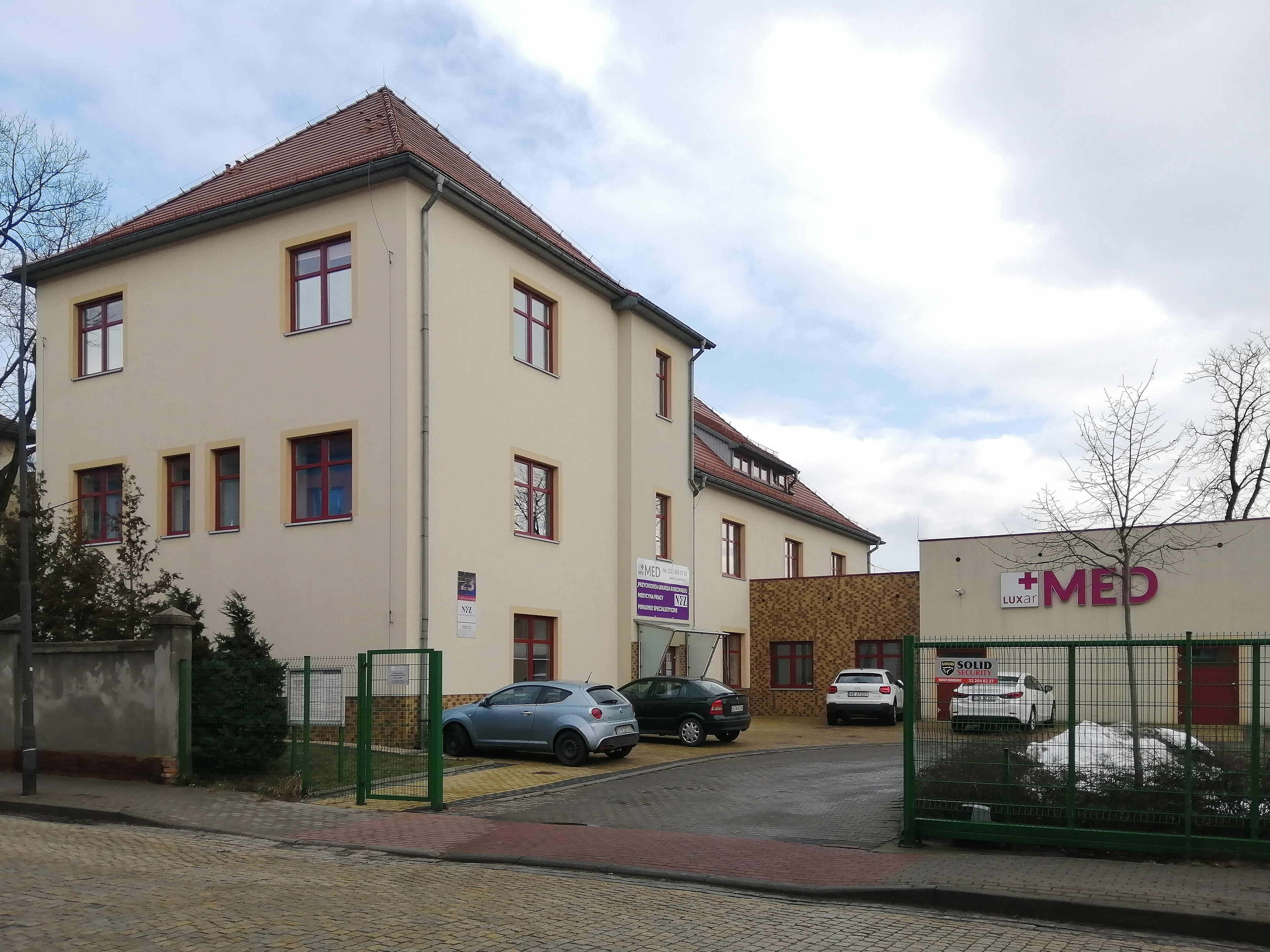
Budynek przy ul. Mickiewicza 23
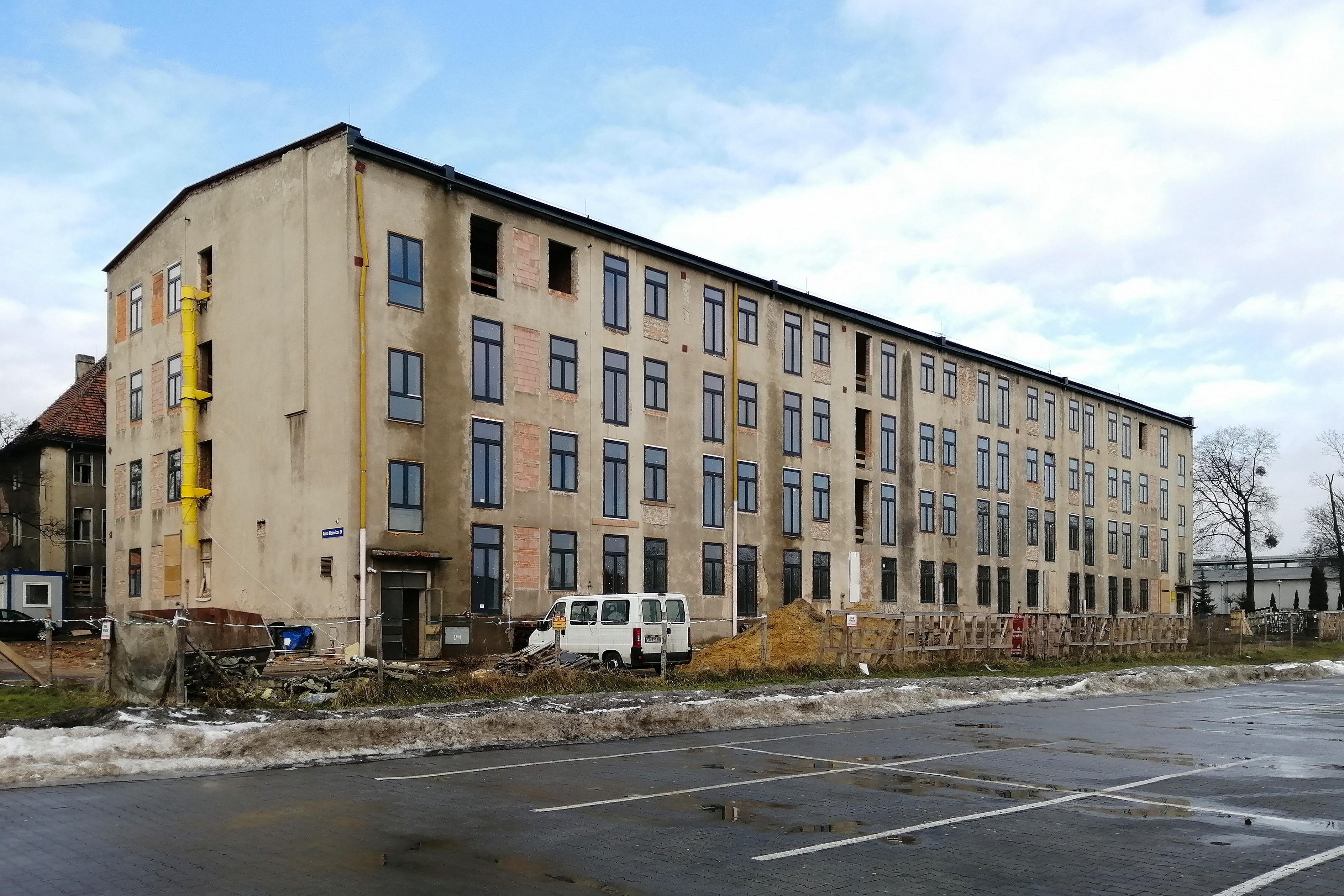
„Koszarowiec” przy ul. Mickiewicza 29
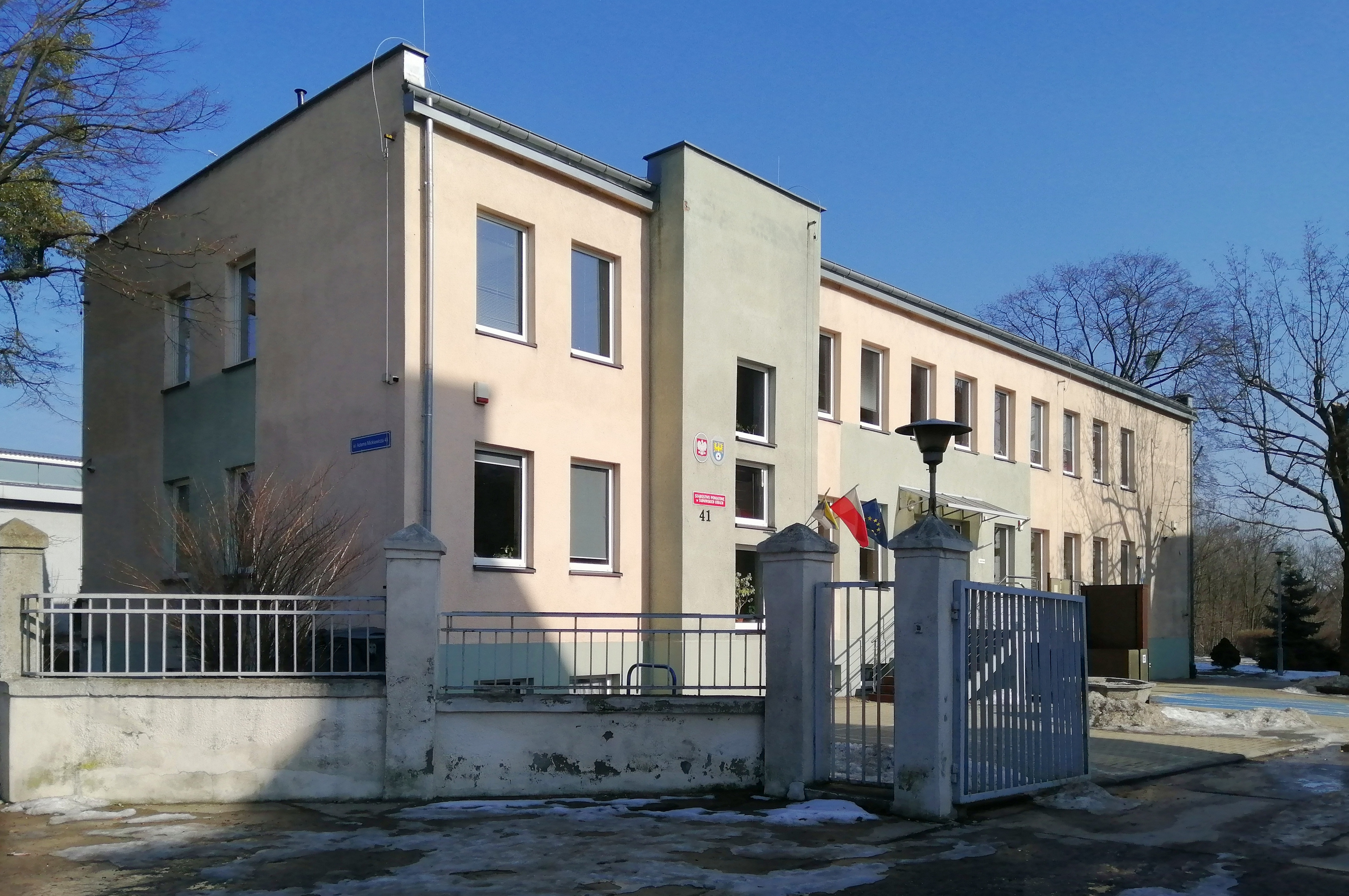
Siedziba Wydziału Geodezji przy ul. Mickiewicza 41
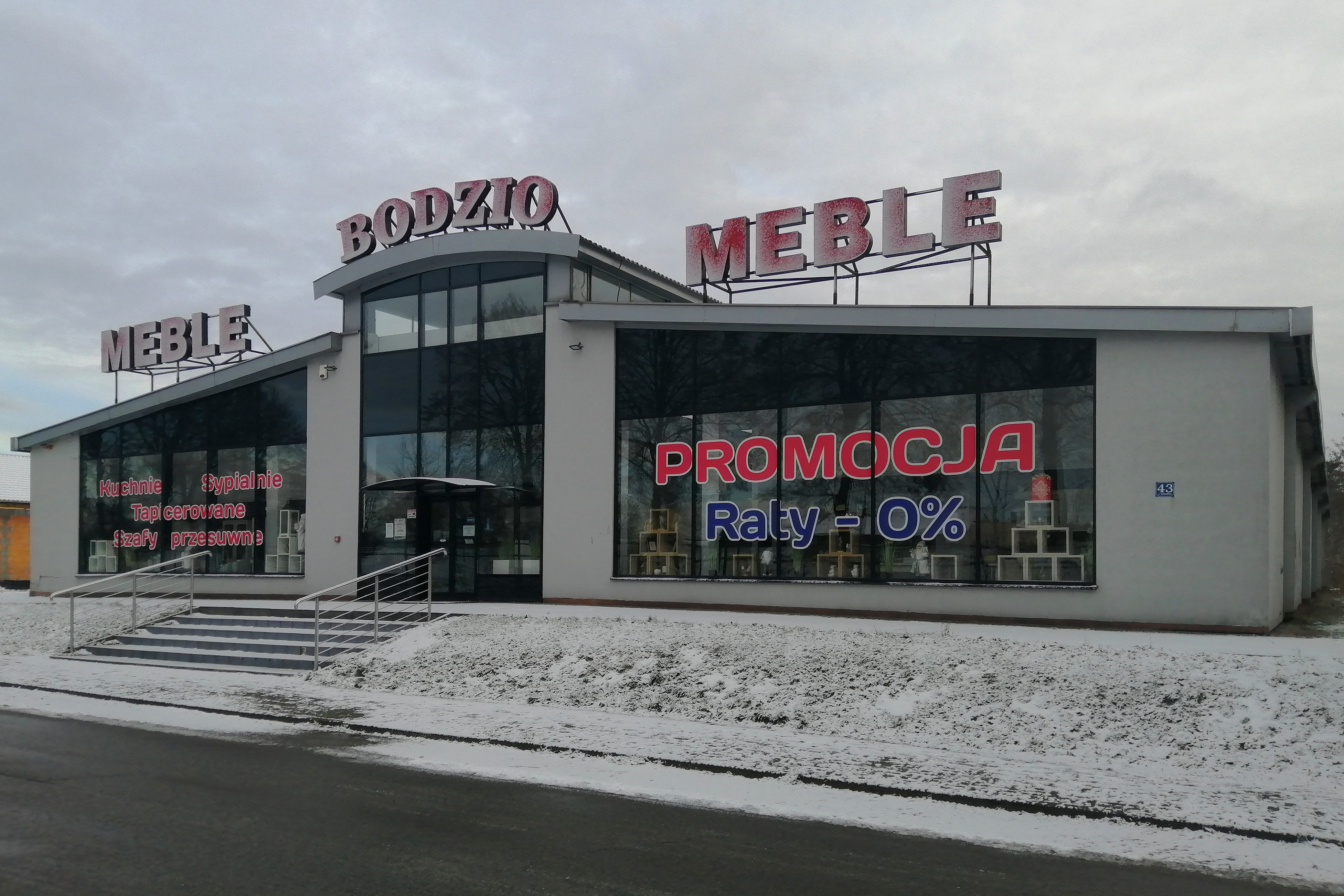
Salon meblowy przy ul. Mickiewicza 43

## Komunikacja
Według stanu z grudnia 2022 roku ulicą Mickiewicza kursują autobusy organizowane przez Zarząd Transportu Metropolitalnego , obsługujące następujące linie:
- 174 (Sowice Czarna Huta – Bobrowniki Śląskie),
- 189 (Strzybnica Kościelna – Tarnowskie Góry Dworzec),
- 671 (Pniowiec Pętla – Tarnowskie Góry Dworzec),
- 736 (Strzybnica Szkoła – Tarnowskie Góry Dworzec),
- 744 (Tarnowskie Góry Dworzec – Tarnowskie Góry Towarowa – Tarnowskie Góry Dworzec).

Przy ulicy zlokalizowany jest przystanek autobusowy Tarnowskie Góry Mickiewicza.

## Mieszkalnictwo
Według danych Urzędu Stanu Cywilnego na dzień 31 grudnia 2022 roku przy ulicy Mickiewicza zameldowane na pobyt stały były 443 osoby.